# 方便米飯

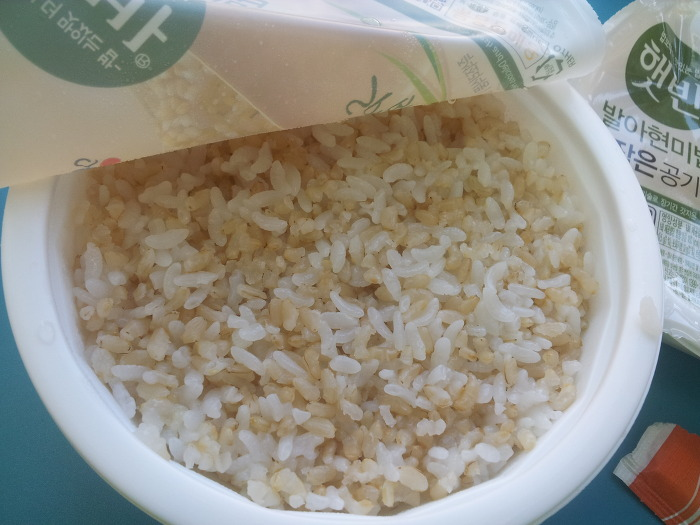
一款韓國的方便米飯

方便米飯，亦稱爲即食米飯，是一種不需要再次蒸煮就可以食用的米飯類方便食品，一般包含米包和料包（菜包）。相比普通米飯，方便米飯在開封後只需要進行簡單操作就可以食用，食用起來較爲方便。
美軍和日軍在二戰時都曾研究過方便米飯的技術，市場化的方便米飯則最早出現於20世紀70-80年代。目前，方便米飯可分爲脫水乾燥型、半乾型、冷凍型、罐头型四種。其中，脫水乾燥型、半乾型、罐頭型的方便米飯存在營養流失較大、口感差、香氣損失較多等問題。冷凍型是將煮熟的米飯速凍製成，口感好、營養流失少，但需要冷鏈儲存，成本相對較高，發展受到限制。